# 왕중영 (형)
낭야왕 왕중영(琅邪王 王重盈, ? ~ 895년 2월 12일)은 당나라 말기의 군벌로, 섬괵도(陝虢道. 본부는 지금의 하남성 삼문협시에 있었다)와 호국군(護國軍, 본부는 지금의 산서성 운성시에 있었다)을 절도사로서 차례로 통치하였다.

## 생애

### 가세(家世)
왕중영의 출생 연도에 관해서는 알려져 있지 않다. 그의 가족의 출신지에 관해서는 당나라의 공식 사서(史書)들마다 제각기 다르게 기술되어 있는데, 《구당서》에는 하중(河中. 현 산시성 윈청시) 출신으로 나와 있고, 《신당서》에는 태원 기현(太原祁縣. 현 산시성 치현) 출신으로 나와 있다.
그의 아버지 왕종(王縱)은 당 문종 치세 중의 대화 연간 중에 하중 번진의 기장(騎將)으로 있었고, 당 무종 때는 천덕군 방어사(天德軍防禦使. 본거지는 현 내몽골 자치구 우라터 중기) 석웅을 따라 위구르 칸국 정벌전에 종군하였다. 이후 당 의종 치세 중의 함통 연간 중에 국경 지대에서 거둔 전공으로 최후에는 관직이 염주자사(鹽州刺史. 현 산시성 딩볜현)에까지 성공적으로 출세한 무관이었다. 이러한 아버지의 음보로 왕중영(王重盈)과 그의 동생 왕중영(王重榮) 또한 군문(軍門)에 사관하였고, 이들 두 사람 모두 효웅(驍雄. 사납고 용맹스러운 인물)이라는 별명이 따라붙을 정도로 군대 내에서 명성을 떨쳤다.
왕중영(王重盈)에게는 또 한 사람의 형제인 왕중간(王重簡)이 있었는데 그는 왕중영(王重榮)의 형이었지만, 그가 왕중영(王重盈)의 형인지 동생인지에 관해서는 알려져 있지 않다. (단, 《신당서》와 《자치통감》에는 왕중간이 왕중영(王重盈)의 형으로 나와 있다.)

### 초창기의 벼슬길
한때, 왕중영(王重盈)은 분주자사(汾州刺史. 현 산시성 린펀시)를 역임하였다. 882년 이후, 그는 섬괵도 관찰사(陝虢道觀察使)로 있었다. 왕중영(王重榮)이 하중 번진을 점거하여 하중절도사(河中節度使. 본거지는 현 산시성 윈청시)로 있었던 것이 이 시점의 일이었다. 당시 황소의 난이 한창이었는데, 장안이 황소의 반란군에게 함락되면서 당시의 황제였던 당 희종은 성도로 달아났다. 그해 1월, 희종이 재상 왕탁을 제도행영도통(諸道行營都統)에 보직시켜 황소(이때 그는 그의 새 나라인 대제(大齊)의 황제를 자칭하고 있었다)에 대한 토벌 작전의 총지휘를 위임하였을 때, 그 전투서열이 발령되면서 왕중영(王重盈)은 동면도공군사(東面道供軍使)에 임명되어 왕탁의 군대에 군량미를 공급하는 임무를 맡게 되었다.
883년, 당나라 정부군이 황소군을 크게 격파하면서 황소가 장안을 포기한 이후, 섬괵도는 절도사가 지배하는 번진으로 승격되었다. 그리고 그 초대 섬괵절도사에 왕중영(王重盈)이 임명되었다. 885년, 희종은 그에게 동중서문하평장사(同中書門下平章事)의 재상 직함을 추가로 제수하였다. 하중 번진이 호국군(護國軍)의 군호(軍號)를 하사받으면서 왕중영(王重榮)이 초대 호국군 절도사의 자리에 오르게 된 것도 이 무렵이었다.

### 호국군에 취임하다
887년 이후, 왕중영(王重榮)에 의한 호국군 번진의 지배는 날이 갈수록 점점 잔혹해져 갔다. 또한 법을 적용하는 데 있어서도 엄격하였는데, 이 무렵에 들어서 더욱 심해졌다. 그가 일찍이 아장(牙將) 상행유(常行儒)를 사소한 일로 처벌하여 모욕한 적이 있었는데, 이에 원한을 품은 상행유는 급기야 반란을 일으켜 그를 살해하기에 이르렀다. 그리고 왕중영(王重盈)을 절도사로 추대하여 그가 왕중영(王重榮)의 지위를 계승할 것을 요청하였다.이에 따라 희종은 이를 받아들였고 조서를 내려 왕중영(王重盈)을 호국군 절도사로 임명하는 한편, 그의 아들 왕공을 섬괵유후(陝虢留後)로 임명하였다. 왕중영(王重盈)은 하중에 부임한 직후, 상행유와 그의 일당을 잡아 죽여 군인들과 민간인들의 마음을 안정시켰다.
888년, 하양절도사(河陽節度使, 본거지는 현 허난성 뤄양시 및 자오쭤시 일대) 이한지에 의한 자신의 영지 내에서의 반복적으로 계속되는 약탈에 직면하게 된 왕중영은 이한지의 맹우인 하남윤(河南尹. 현 허난성 뤄양시의 시장) 장전의와 비밀리에 결탁하여 그를 배반하고 도모할 것을 설득하였다. 이에 장전의가 주둔지에 군대를 발동하여 매복시켰다가 야음을 틈타 하양(河陽. 현 허난성 멍저우시, 하양 번진의 본거지)을 습격하자, 이한지는 택주(澤州. 현 산시성 가오핑시)로 달아났다. 그 직후, 장전의는 하양 번진을 점거하였다.
891년, 희종의 동생이자 그 후계자인 당 소종은 왕중영에게 검교태부(檢校太傅) 겸 중서령(兼中書令)의 직함을 추가로 제수하고, 그를 낭야왕(瑯琊王)으로 책봉하였다.

### 사후
왕중영(王重盈)은 895년에 사망하였다. 호국군 내부의 장병들은 왕중영(王重榮)의 양자인 행군사마(行軍司馬) 왕가를 유후로 추대하여 조정 측에 그의 상속을 요청하였다. (왕가는 왕중간의 아들이었기 때문에 왕중영(王重榮)과 왕중영(王重盈) 형제의 조카에 해당된다.) 그러나 왕공 또한 자신이 호국군 절도사가 되기를 희망하였고, 결국 그들 사이에서 상속 분쟁이 벌어지게 되었다. (왕공은 당시 보의군 절도사(保義軍節度使. 섬괵절도사의 후신, 889년에 군호(軍號)를 하사받음)로 있었다.) 이때 왕가의 장인인 하동절도사(河東節度使. 본거지는 현 산시성 타이위안시) 이극용이 왕가의 주장을 지지하면서, 소종은 마침내 왕가를 호국군 절도사에 임명하였다.

## 가계
- 아버지 :  왕종(王縱) - 염주(鹽州, 지금의 섬서성 유림시 정변현)방어사
- 어머니 : 기국태부인(祁國太夫人) → 연국태부인(燕國太夫人) 석(石)씨
  - 형 : 왕중장(王重章) - 위주(威州, 지금의 녕하성 중위시·오충시)자사
  - 형 : 왕중간(王重簡) - 화주(華州, 지금의 섬서성 위남시)방어사 → 진국군(鎭國軍, 본부는 화주에 있었다)절도사
    - 조카 : 왕린(王璘)
    - 조카 : 왕가(王珂) - 셋째 숙부 왕중영(王重榮)의 양자. 호국군(護國軍, 본부는 산서성 운성시에 있었다)절도사

  - 본인 : 왕중영(王重盈)
    - 장남 : 왕관(王瓘, ? ~ 889년 10월 이전) - 진주(晉州)자사
    - 차남 : 왕공(王珙, ? ~ 899년)
    - 3남 : 왕요(王瑤, ? ~ 895년) - 강주(絳州)자사
    - 아들 : 왕찬(王瓚, ? ~ 923년)
    - 양자 : 왕은(王殷, ? ~ 914년) - 본명 장은(蔣殷)

  - 동생 : 왕중영(王重榮) - 하중(河中, 호국군의 전신)절도사 → 호국군절도사
  - 동생 : 왕중익(王重益) - 좌천우위(左千牛衛)장군

## 참고 자료
- 《구당서》, 권182.
- 《신당서》, 권187.
- 《자치통감》, 권254·255·256·257·258·260

| 전임 (불명) | 섬괵도관찰사 882년? ~ 883년 | 후임 (절도사로 승격) |

| 전임 (관찰사에서 승격) | 섬괵절도사 883년 ~ 887년 | 후임 왕공 |

| 전임 왕중영(王重榮) | 호국군절도사 887년 ~ 895년 | 후임 왕가 |